# Christophe Dejours
Christophe Dejours (Paris, 7 de abril de 1949) é doutor em Medicina, especialista em medicina do trabalho e em psiquiatria e psicanalista. É considerado o pai da psicodinâmica do trabalho.

## Biografia
É membro da Associação Psicanalítica da França. É professor titular no Conservatoire National des Arts et Métiers, Paris. Dirige o Laboratório de Psicologia do Trabalho e da Ação.

## Pesquisa
A psicodinâmica do trabalho é uma abordagem científica, desenvolvida em França na década de 1980, por Christophe Dejours. Dejours tem pesquisado a vida psíquica no trabalho há mais de 30 anos, tendo como foco o sofrimento psíquico e as estratégias de enfrentamento utilizadas pelos trabalhadores para a superação e transformação do trabalho em fonte de prazer.
Para Dejours o inicio da história da psicodinâmica do trabalho se dá nos anos 1970 do século XX, na França, muito próxima na época da psicopatologia do trabalho. Em meados dos anos 1990 seus estudos começam a investigar o tema do sofrimento no trabalho aliviando a relação causal precedente utilizada pelos psicopatologistas do trabalho da época. O foco de preocupação agora é problematizar o sofrimento gerado na relação homem-trabalho: quando o trabalho é fonte de sofrimento, está nas raízes de possíveis descompensações psicossomáticas.
Dejours então se torna um pioneiro que vai formular a nova ciência, tratada como “análise do sofrimento psíquico resultante do confronto dos homens com a organização do trabalho”. Dejours, em definição posterior, entende que se trata da “análise psicodinâmica dos processos intra e intersubjetivos mobilizados pela situação de trabalho”. O sofrimento passa a ser o centro da análise que, articulada às exigências da organização do trabalho, revela os modos de subjetivação, principalmente, da classe trabalhadora.

### Obras em português
- A Loucura do Trabalho, Cortez, 1987 ISBN 9788524901010.[6]
- Psicodinâmica do trabalho: contribuições da Escola Dejouriana à Análise da Relação Prazer, Sofrimento e Trabalho, Ed. Atlas, 1994 ISBN 9788522410613.[7]
- O Fator Humano, FGV Editora, 1997 ISBN 9788522502219.[8]
- A Banalizacao Da Injustica Social, FGV Editora, 1999 ISBN 9788522502660.[9]
- Christophe Dejours: da psicopatologia à psicodinâmica do trabalho (coletânea de artigos organizado por Selma Lancman e Frank Soudant), Paralelo 15, 2004 ISBN 9788575410448.[10]
- Trabalho Vivo, 2 Volumes (em parceria com Franck Soudant), Paralelo 15, 2002 ISBN 9788586315671.[11]
- Avaliação do trabalho submetida à prova do real: crítica aos fundamentos da avaliação, Blucher, 2008 ISBN 9788521204510.[12]